# Memecylon candolleanum
Memecylon candolleanum är en tvåhjärtbladig växtart som beskrevs av Célestin Alfred Cogniaux. Memecylon candolleanum ingår i släktet Memecylon och familjen Melastomataceae. Inga underarter finns listade i Catalogue of Life.